# Rupit i Pruit
Rupit i Pruit és un municipi de la comarca d'Osona, situat a la subcomarca del Collsacabra. Està situat a l'est de la regió de l'Alt Ter.
En origen els dos pobles ja compartien la mateixa jurisdicció del vescomte d'Osona que, segons la tradició, habitava al castell de Rupit abans de traslladar-se a Cardona. Al segle xviii, amb la divisió del marquesat de Rupit, es van formar dues batllies conegudes com a Sant Andreu de Pruit i Sant Joan de Fàbregues que no va canviar a Rupit fins al 1955. El 1977 es van fusionar Rupit i Pruit formant un sol municipi.

## Geografia
- Llista de topònims de Rupit i Pruit (Orografia: muntanyes, serres, collades, indrets..; hidrografia: rius, fonts...; edificis: cases, masies, esglésies, etc).

## Demografia
| Entitat de població | Habitants (2023) |
| Rupit               | 193              |
| Pruit               | 84               |
| Font: Idescat       |                  |

| 1497 f | 1515 f | 1553 f | 1717 | 1787 | 1857  | 1877 | 1887 | 1900 | 1910 |
| ------ | ------ | ------ | ---- | ---- | ----- | ---- | ---- | ---- | ---- |
| 50     | 49     | 84     | 426  | 842  | 1.297 | 882  | 841  | 821  | 717  |

| 1920 | 1930 | 1940 | 1950 | 1960 | 1970 | 1981 | 1990 | 1992 | 1994 |
| ---- | ---- | ---- | ---- | ---- | ---- | ---- | ---- | ---- | ---- |
| 727  | 903  | 837  | 866  | 681  | 508  | 409  | 353  | 345  | 345  |

| 1996 | 1998 | 2000 | 2002 | 2004 | 2006 | 2008 | 2010 | 2012 | 2014 |
| ---- | ---- | ---- | ---- | ---- | ---- | ---- | ---- | ---- | ---- |
| 357  | 343  | 354  | 328  | 344  | 339  | 329  | 312  | 307  | 300  |

| 2016 | 2018 | 2020 | 2022 | 2024 | 2026 | 2028 | 2030 | 2032 | 2034 |
| ---- | ---- | ---- | ---- | ---- | ---- | ---- | ---- | ---- | ---- |
| 277  | 279  | 271  | 279  | 281  | -    | -    | -    | -    | -    |

## Economia
Si tradicionalment l'agricultura de secà (cereals, llegums, patates, blat de moro i farratges) i la ramaderia (boví i porcí) eren les bases de l'economia, avui el turisme, atret pel tipisme del municipi, és la principal font de riquesa, amb un estol de comerços i restaurants que allotgen els nombrosos visitants estivals i de cap de setmana.

## Transports
Una carretera local l'uneix a la C-153.
A més a més del vehicle privat, es pot anar a Rupit en autobús sortint de Cantonigròs, l'Esquirol, Roda de Ter, Vic, Manlleu i Barcelona.
L'altra opció és el taxi, sortint de Manlleu, Vic o Roda de Ter, (i altres indrets de Catalunya, però és el transport més car).
L'estació de tren més a prop és la de Manlleu i la següent més a prop, la de Vic.
L'aeroport més a prop és el de Girona-Costa Brava i el següent més a prop és el de Barcelona.